# Alto do Castro
Pequeno castelo roqueiro altimedieval, localizado num cabeço rochoso em esporão, na vertente Sul da Serra da Sombra, e sobranceiro ao vale da aldeia de Covas do Barroso, que lhe fica no sopé.

## Descrição Arqueológica
O Alto do Castro domina visualmente por completo todo o vale agrícola de Covas do Barroso, e tem excelentes condições de defesa natural, com acesso apenas pelo colo do esporão, do lado Nordeste, descaindo em falésia para os restantes lados.
O topo do cabeço é formado por uma pequena acrópole rochosa, com algumas pequenas plataformas aplanadas, quase todas em rocha, com muito pouca potência sedimentar. É possível observar pelo menos um buraco de poste, sendo possível que possa haver mais. Numa pequena plataforma rebaixada, com alguma escassa sedimentação, observam-se alguns poucos fragmentos de cerâmica comum, feita a torno e de cronologia altimedieval.
No acesso para a acrópole, do lado Nordeste, existe uma pequena linha de muralha, que se adossa aos rochedos, e parece cobrir apenas este lado, não rodeando na íntegra o cabeço. É visível sobretudo pelo seu derrube, mas nota-se também num ponto um pequeno troço do alicerce da face externa, adossada a um rochedo, e formada por grandes blocos.
No exterior da acrópole, no sopé Nordeste, forma-se uma plataforma alargada, com boas condições de ocupação, algo perturbada pela abertura de um caminho, e onde se detectou mais um ou outro fragmento de cerâmica. Nalguns pontos nota-se a existência de aglomerações de pedras, talvez derrubes de estruturas, mas o matagal que cobre esta zona e a existência de muros de propriedade recentes dificultam aqui a observação.
Não se observaram materiais de outras épocas que não a medieval, embora os autores que primeiro assinalam a existência deste sítio refiram o aparecimento de algumas cerâmicas que consideram ser da Idade do Ferro (apesar de pouco provável) não excluíndo a possibilidade das cerâmicas poderem ser mais recentes.